# 石川 (1920年)
石川（1920年5月—2013年3月12日），男，河南尉氏人，中华人民共和国政治人物，曾任中共湖北省委常委，湖北省人民政府副省长，湖北省人大常委会副主任。